# Jan Vos
Jan Vos (Ámsterdam, bautizado el 4 de marzo de 1612-ibídem, 12 de julio de 1667) fue un dramaturgo y poeta neerlandés.

## Biografía
Fue fabricante de vidrios para ventanas y también trabajó como director teatral y de escena. Organizó por orden de la alcaldía de Ámsterdam fiestas populares y oficiales y desfiles. El 20 de febrero de 1639, en el antiguo ayuntamiento de Ámsterdam, se casó con Grietje Gerrets (1616-1651), previamente embarazada. Tuvieron dos hijos: Jan, quien apenas sobrevivió unos días, y María, quien en 1664 colocará la primera piedra del nuevo teatro. Jan Vos era de buena familia y vivió en el número 202 de Kalverstraat; se enorgullecía de no saber otro idioma que el neerlandés. Con su Aran en Titus, of wraak en weerwraak de 1641, inspirado en el Titus Andronicus de Shakespeare, se dio a conocer y mereció los elogios de Caspar Barlaeus. En su Klucht van Oene ("La farsa de Oene", 1642), critica las prácticas deshonestas de comerciantes e industriales de Ámsterdam: panaderos, sastres que hurtan piezas de tela propiedad de sus patronos, fabricantes de vidrio que engañan en el peso del material, tintoreros que manipulan la seda... Además se extiende a las casas de empeño, banqueros, cambistas, notarios, secretarios, propietarios, molineros, médicos, barberos, farmacéuticos y libreros.
Jan Vos fue un codiciado contertulio y comensal para las principales familias de Ámsterdam, como los De Graeff, Bicker, Huydecoper y Jan Six. Escribió poesía de circunstancias para ellos, por lo que se le ha considerado un poeta casero y familiar. En 1651 fue uno de los encargados de compilar la antología poética Gedichten Verscheyde Nederduytse ("Diversos Poemas en holandés"), intento de reunir a pintores y poetas de diferentes escuelas y confesiones. En 1657 fue invitado de honor en la boda de Jan J. Hinlopen y Leonora Huydecoper.
Vos fue jefe del Teatro van Campen durante diecinueve años, junto con Tobias van Domselaer y Johannes Serwouters. Formó parte del Muiderkring, un grupo de literatos que se reunía en un castillo y dirigió obras de Vondel. Vos sabía adaptarse a los gustos del público y las autoridades le encomendaron con frecuencia diseñar y supervisar los desfiles y espectáculos. En 1654, organizó diez actuaciones para celebrar el Tratado de Westminster. En 1659 la esposa del regente (Amalia van Solms) y su hija visitaron Ámsterdam y contemplaron veinte representaciones especialmente diseñadas para la ocasión por él. Nicolás Tulp, sin embargo, se opuso vehementemente a la aparición de dioses y diosas paganos en estos espectáculos. En la visita a Ámsterdam de María Enriqueta Estuardo, viuda de Guillermo II, resultó que una de las carrozas representaba la decapitación de Carlos I de Inglaterra, el difunto padre de María, por lo que Jan Vos, que dirigía la procesión a caballo, se convirtió en blanco de críticas.